# Les statues meurent aussi
Les statues meurent aussi és un controvertit documental francès de 1953 que va guanyar el Gran Premi de l'Acadèmia Francesa el 1954 i que qüestiona la visió eurocèntrica de la història de l'art. La pel·lícula d'Alain Resnais i Chris Marker denuncia el colonialisme francès, el racisme i es pregunta a partir de quin moment els objectes van a parar als museus i per què aquests integren la tradició grega però segreguen, per exemple, l'africana.